# Pleurocrypta galateae
Pleurocrypta galateae is een pissebed uit de familie Bopyridae. De wetenschappelijke naam van de soort is voor het eerst geldig gepubliceerd in 1865 door Hesse.